# Siluridae
Los silúridos son la familia Siluridae de peces de agua dulce, incluida en el orden Siluriformes, distribuidos por ríos y lagos de Europa y Asia, aunque la mayor diversidad de especies ocurre en el sudeste de Asia.
Aparecen por primera vez en el registro fósil en el Mioceno superior, durante el Terciario superior.

## Morfología

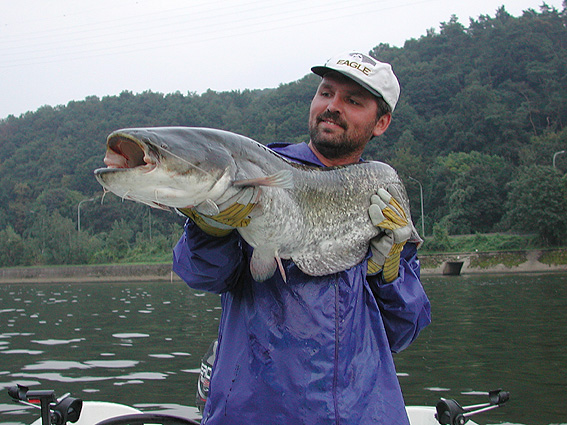
Morfología de Siluro

Presentan el cuerpo alargado y aplastado típico del orden Siluriformes. Pueden llegar a tener enorme tamaño, con una longitud máxima descrita para el llamado siluro de 5 metros y 330 kg de peso corporal.
Además, la aleta dorsal puede no tener radios o tener menos de siete y siempre sin espinas; no tienen aleta adiposa, las aletas pectorales son pequeñas o ausentes, la base de la aleta anal es muy larga con entre 40 y 110 radios; no presentan barbas nasales, pero tienen uno o dos pares de ellas en la mandíbula inferior que suelen ser extremadamente largas.

## Hábitat
Son peces de agua dulce, aunque la especie europea «siluro» (Silurus glanis) puede penetrar en aguas salobres.

## Géneros
Existen más de 100 especies válidas, agrupadas en los siguientes 12 géneros:
- Belodontichthys (Bleeker, 1857), con 2 especies.
- Ceratoglanis (Myers, 1938), con 2 especies.
- Hemisilurus (Bleeker, 1857), con 3 especies.
- Kryptopterus (Bleeker, 1857) - peces gato de cristal, con 19 especies.
- Micronema , con 2 especies.
- Ompok (Lacepède, 1803), con 23 especies.
- Phalacronotus , con 4 especies.
- Pinniwallago , monoespecífico.
- Pterocryptis (Peters, 1861), con 18 especies.
- Silurichthys (Bleeker, 1856), con 8 especies.
- Silurus (Linnaeus, 1758), con 16 especies.
- Wallago (Bleeker, 1851), con 5 especies.

## Galería de imágenes

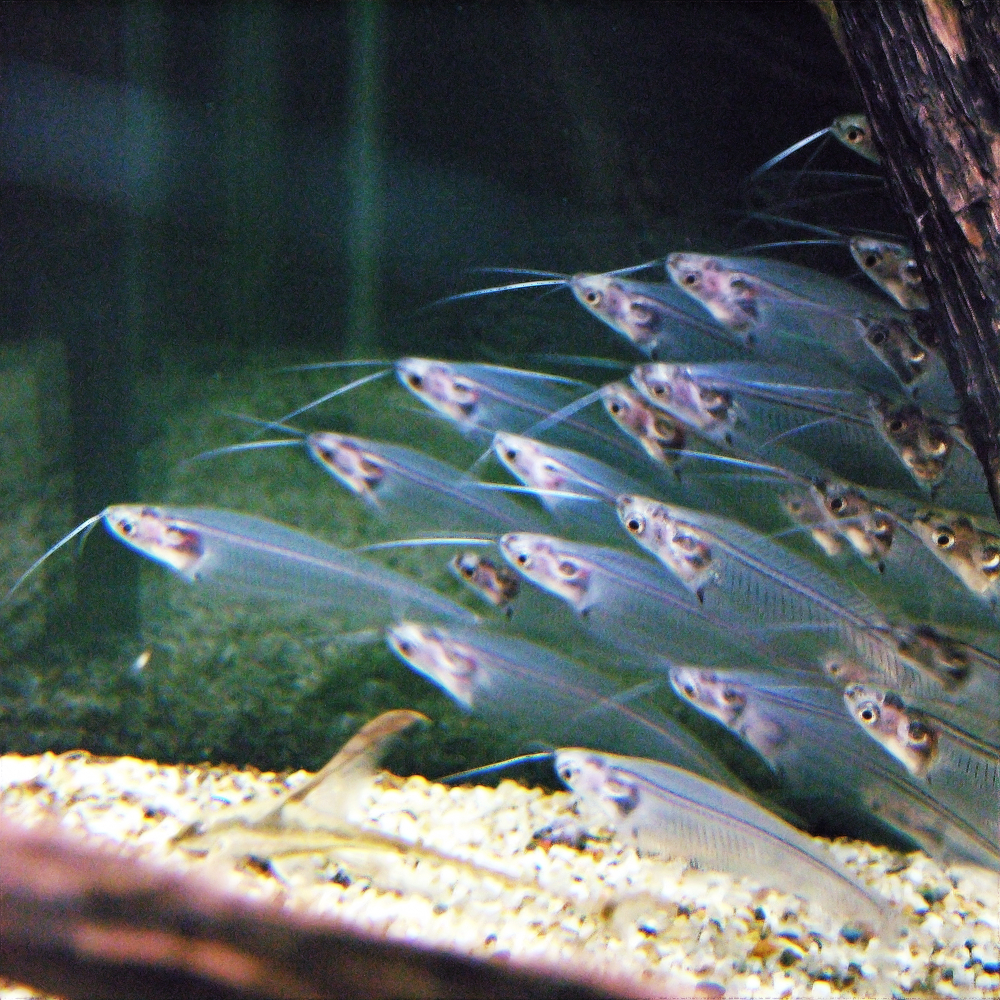
Peces gato de cristal (Kryptopterus bicirrhis)
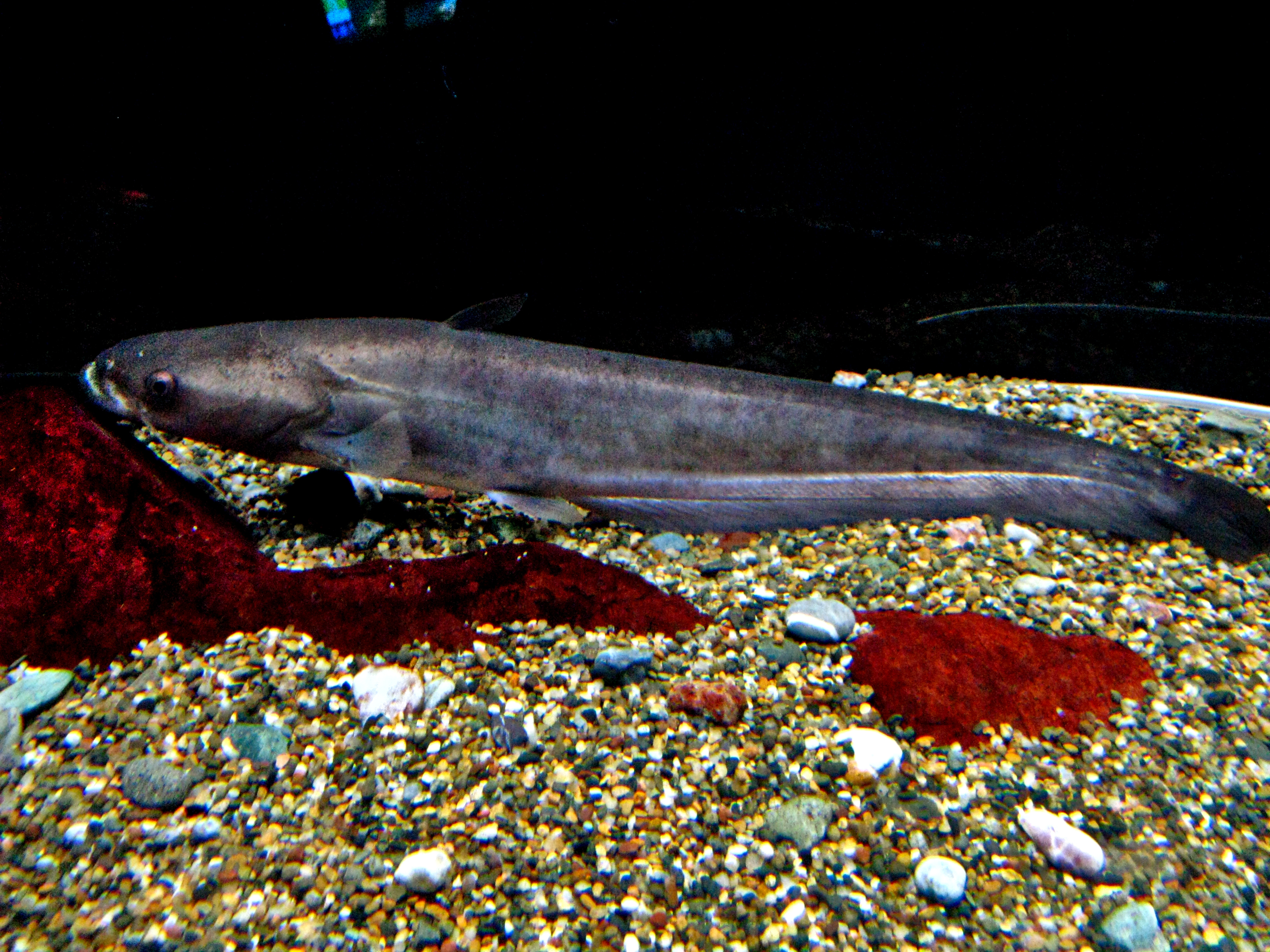
Silurus biwaensis
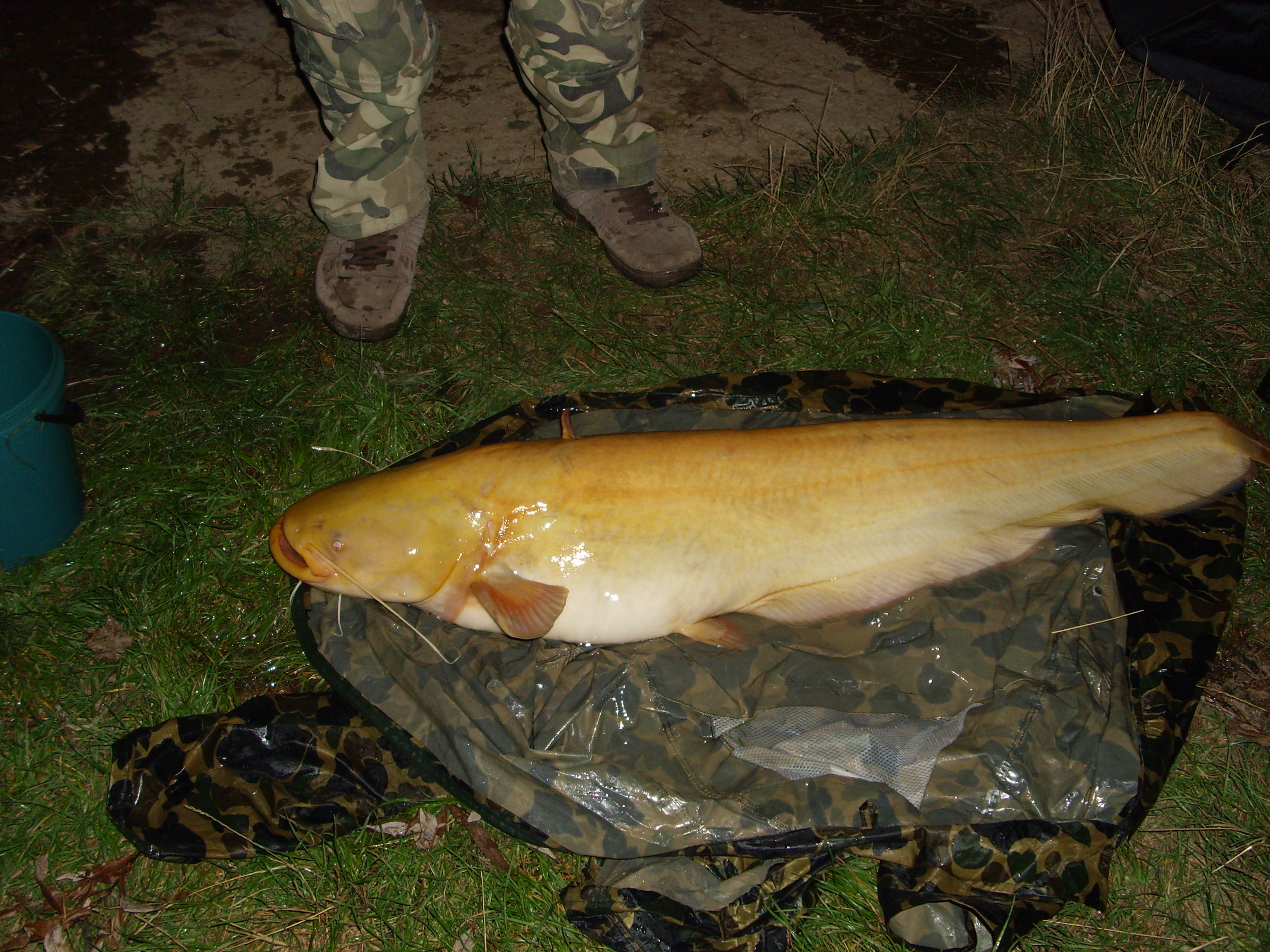
Siluro (Silurus glanis)
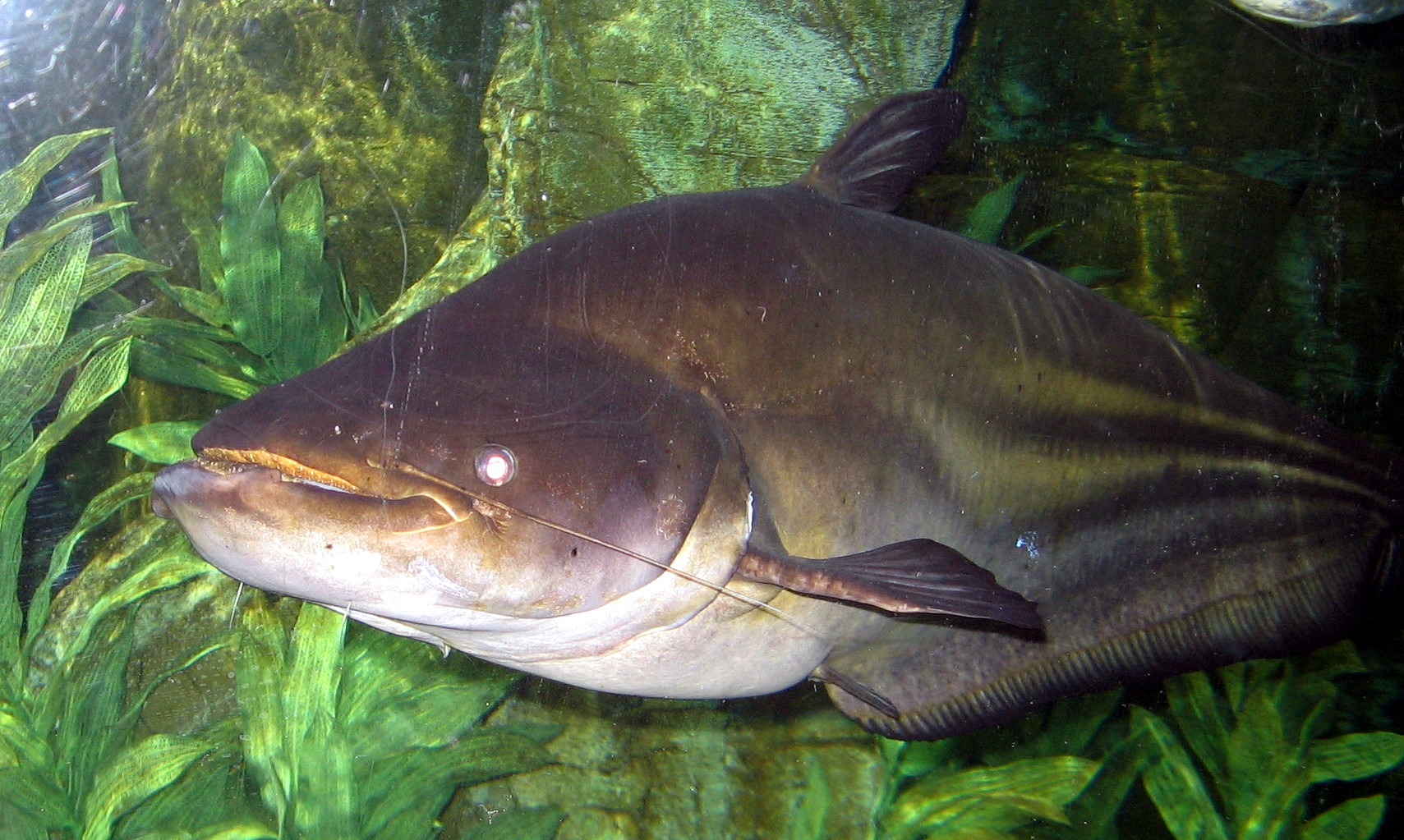
Wallago attu